# Jean-Christophe Bahebeck
Pour les articles homonymes, voir Jean Bahebeck.
Jean-Christophe Bahebeck, né le 1er mai 1993 à Saint-Denis, est un footballeur français qui évolue au poste d'attaquant.

## Biographie
Jean-Christophe Bahebeck est né dans la commune de Saint-Denis dans la région Île-de-France. Il est le demi-frère du milieu de terrain Rosère Manguélé, évoluant avec le club du Red Star 93 et ancien du centre de formation du Paris Saint-Germain.

### Les débuts
Il s'inscrit, dès l'âge de 7 ans, au CS Persan Municipal puis à l'US Persan.
Après une première détection avec le Paris Saint-Germain, il est définitivement repéré après avoir brillé lors d'un tournoi des moins de 13 ans à Sens et intègre le centre de pré-formation du club de la capitale en juillet 2007.
Il suit une progression constante et précoce avec les équipes de jeunes du Paris Saint-Germain en étant le meilleur buteur de l'équipe des moins de 15 ans, moins de 17 ans, moins de 19 ans puis de l'équipe réserve.
Durant sa formation, il se qualifie à la Manchester United Premier Cup avec ses coéquipiers de l'équipe des moins de 15 ans, puis les années suivantes, il participe aux phases finales du championnat de France des moins de 17 ans et des moins de 19 ans. En 2010, il manque la finale victorieuse sur blessure, mais en 2011, il est bien présent pour conquérir un titre de champion de France des moins de 19 ans.

### Carrière en club

#### Paris-Saint-Germain (2010-2018)
En mars 2011, Jean-Christophe Bahebeck fait sa première apparition en match officiel contre Le Mans à 17 ans, en quart de finale de la Coupe de France. Il saisit l'occasion pour inscrire son premier but. Il connait ensuite sa première titularisation en Ligue 1, en mai 2011, juste après avoir fêté ses 18 ans. 
Sa saison 2010-2011 fut couronnée de succès, sacré champion de France des moins de 19 ans. Antoine Kombouaré le lance également pour ses premiers pas avec le groupe professionnel. Pour son premier match contre Le Mans en quart de finale de coupe de France, il ouvre le score dans les prolongations, avant que son jeune coéquipier Neeskens Kebano n'accentue le score (victoire 2-0 ap). En juin 2011, il signe un contrat professionnel pour une durée de 3 ans. 
La saison suivante voit arriver un nouveau propriétaire au PSG, le Qatar Sports Investments, qui commence à développer le club, en le renforçant sportivement et financièrement. Le 18 août 2011, Bahebeck dispute sa première rencontre de Coupe d'Europe face à Differdange. À la faveur d'une frappe contrée de Jérémy Ménez, il marque le second but (victoire 0-4). Le 26 octobre 2011, il est titularisé contre Dijon en Coupe de la Ligue et marque un but à la 16e minute sur coup franc, mais ne peut empêcher une élimination (3-2). Le 15 décembre 2011, il essuie les sifflets du Parc des Princes lors de l'élimination de son équipe en Ligue Europa malgré la victoire contre l'Athletic Bilbao (4-2). Ce sera son dernier match de la saison, le nouvel entraineur Carlo Ancelotti, arrivé en janvier, ne l'utilisant plus.

##### Prêt à ES Troyes AC (2012-2013)
Barré par les nombreuses vedettes de l'équipe, Bahebeck est prêté à Troyes en août 2012. Dans l'Aube il trouve du temps de jeu et ouvre son compteur buts dès la 2e journée (défaite 4-1 à Gerland). Jean-Marc Furlan en fait un titulaire régulier jusqu'à la mi-saison. Le jeune joueur marquera encore une fois en championnat lors de la 35e journée. Au stade de l'Aube, il offre une victoire cruciale contre Evian Thonon Gaillard (1-0). Il participe également au beau parcours en Coupe de France où il marque l'unique but d'une défaite en demi-finale contre Bordeaux (1-2). À la suite d'une ultime défaite à Valenciennes lors de la 38e journée, le club est relégué en Ligue 2.

##### Prêt à Valenciennes (2013-2014)
Face à la concurrence encore renforcée à Paris où Cavani vient de signer pour la saison 2013-2014, Bahebeck est prêté au Valenciennes FC pour une durée d'un an, en remplacement de Vincent Aboubakar, parti au FC Lorient. Son premier but sous les couleurs valenciennoises est inscrit au Stade de Gerland face à l'Olympique lyonnais. Le club nordiste est en difficulté, et le remplacement de Daniel Sanchez par Ariël Jacobs ne profite pas au joueur. Il marquera un second et dernier but lors de la 34e journée, au stade du Hainaut, contre Nantes. Ce match se solde par une défaite 2-6, après laquelle il est pris à partie par des supporters qui lui reprochent son manque d'implication. À l'issue de la saison, et pour la seconde fois consécutive, le club où il est prêté finit 19e du championnat et est relégué en Ligue 2.

##### Retour au Paris Saint-Germain (2014-2015)
Du fait de l'application par l'UEFA du fair-play financier, le club ne peut inscrire que 21 joueurs pour la Ligue des champions 2014-2015, dont 4 doivent être formés au club. Laurent Blanc essaye alors plusieurs joueurs, dont Bahebeck. Grâce à ses bonnes performances en matches de préparation, il est titulaire lors du Trophée des champions 2014 face à Guingamp, et gagne alors son premier trophée avec Paris grâce à un doublé de Zlatan Ibrahimovic.
Au vu de ses performances depuis son retour au PSG, Nasser Al-Khelaïfi annonce la prolongation de contrat de l'espoir français jusqu'en 2018, tout en signifiant qu'il est "l'avenir du club".
Le 27 septembre 2014, il marque son premier but en Ligue 1 avec le PSG, à la suite d'une passe de Marco Verratti. Son équipe concède finalement le nul sur la pelouse de Toulouse (1-1). Trois jours plus tard, il remplace Lucas durant les arrêts de jeu d'une victoire 3-2 contre Barcelone. Il fait ainsi ses débuts en Ligue des champions. Il entrera encore en jeu lors des deux confrontations face à l'APOEL Nicosie. Au stade GSP, il offre une passe décisive à Cavani, pour le but de la victoire à la 87e minute (0-1). 
Le 5 octobre 2014 lors du choc de la 9e journée face à l'AS Monaco, il remplace Marco Verratti à la mi-temps, puis délivre une passe décisive pour Lucas ; cependant le PSG concède le nul en toute fin de match (1-1). Le 1er novembre 2014, il donne la victoire à son club sur la pelouse synthétique du Moustoir de Lorient en marquant seulement six minutes après son entrée en jeu (victoire 1-2). Son temps de jeu s'effritera par la suite, mais lors d'une entrée sur le terrain contre Toulouse le 21 février, il délivrera une passe décisive pour Thiago Silva.

##### Prêt à l'AS Saint-Etienne (2015-2016)
Après avoir remporté un nouveau Trophée des champions contre Lyon, Bahebeck est prêté jusqu'à la fin de la saison à l'AS Saint-Etienne. Le 15 août 2015, il dispute son premier match en vert face au Girondins de Bordeaux au Stade Geoffroy-Guichard, aux côtés de Romain Hamouma (1-1).
Durant le mercato d'hiver 2015-2016, le joueur est désigné comme étant indésirable dans le Forez et son retour au PSG est envisagé pendant un temps. Il ouvre son compteur but le 21 janvier lors d'une victoire en Coupe de France contre Ajaccio (2-1 ap). Trois jours plus tard, il marque encore et permet d'arracher un nul à Reims (1-1). Le 18 février, il entre en jeu face au FC Bâle et inscrit le but de la victoire (3-2) en 1/16e de finale de la Ligue Europa.

##### Prêt à Pescara (2016-2017)
Pour la saison 2016-2017, le PSG remplace son entraîneur Laurent Blanc par Unai Emery, mais ce dernier ne compte pas davantage sur le joueur. Le 22 août, Bahebeck est prêté à Pescara Calcio, club promu en Serie A. Le 11 septembre 2016, il inscrit son premier but en Italie contre l'Inter Milan alors qu'il avait commencé la rencontre comme remplaçant.

#### Prêt puis transfert au FC Utrecht (2017-2020)
Le 11 août 2017, il est prêté au FC Utrecht pour une saison sans option d'achat. Un an plus tard, il s'engage pour deux ans avec le club néerlandais.
En juillet 2020, après une saison minée par des blessures, son contrat prend fin.

#### Partizan Belgrade (2020-2021)
Le 4 octobre 2020, dernier jour du mercato estival, il signe un contrat de trois ans au FK Partizan Belgrade.
Il résilie son contrat avec le club serbe à la fin de l'année 2021.

#### Club Atlético Palmaflor (2022)
Il signe au Club Atlético Palmaflor en Bolivie et signe un contrat jusqu'en juin 2023.
Le 24 avril 2022, il joue son premier match en championnat bolivien contre le Club Aurora en entrant en fin de match. Plusieurs problèmes physiques ne lui permettent pas de postuler à une place de titulaire. Il inscrit son premier but face à l' Universitario de Sucre le 15 mai 2022.

### En équipe de France
Après avoir fréquenté les rangs de la sélection des moins de 16 ans et des moins de 18 ans, il est convoqué avec l'équipe de France Espoirs pour un stage de préparation du 8 au 10 août 2011. Il est le deuxième plus jeune joueur de cette sélection, après le milanais M'Baye Niang.
En 2013, il remporte la Coupe du monde U20. En 2014, il est finaliste du Tournoi de Toulon. Il termine meilleur buteur du tournoi.

## Caractéristiques
Jean-Christophe Bahebeck est décrit comme un joueur très rapide balle au pied et qui possède une qualité de centre au-dessus de la moyenne ainsi qu'une bonne qualité de frappe du gauche comme du droit. Après un début de formation en tant qu'attaquant, c'est au poste d'ailier qu'il semble le plus à l'aise. Malgré ces qualités, il peine à exploser au plus haut niveau.

## Statistiques
| Saison                | Club                    | Championnat               | Championnat | Championnat | Championnat | Coupe nationale | Coupe nationale | Coupe nationale | Coupe de la Ligue | Coupe de la Ligue | Coupe de la Ligue | Supercoupe | Supercoupe | Supercoupe | Compétition(s) continentale(s) | Compétition(s) continentale(s) | Compétition(s) continentale(s) | Compétition(s) continentale(s) | Total | Total | Total |
| Saison                | Club                    | Division                  | M.          | B.          | P.d.        | M.              | B.              | P.d.            | M.                | B.                | P.d.              | M.         | B.         | P.d.       | Comp.                          | M.                             | B.                             | P.d.                           | M.    | B.    | P.d.  |
| 2010-2011             | Paris Saint-Germain     | Ligue 1                   | 11          | 0           | 1           | 2               | 1               | 0               | -                 | -                 | -                 | -          | -          | -          | C3                             | -                              | -                              | -                              | 13    | 1     | 1     |
| 2011-2012             | Paris Saint-Germain     | Ligue 1                   | 8           | 0           | 0           | -               | -               | -               | 1                 | 1                 | 0                 | -          | -          | -          | C3                             | 6                              | 1                              | 1                              | 15    | 2     | 1     |
| 2014-2015             | Paris Saint-Germain     | Ligue 1                   | 15          | 2           | 3           | 4               | 0               | 0               | 1                 | 1                 | 0                 | 1          | 0          | 0          | C1                             | 3                              | 0                              | 1                              | 24    | 3     | 4     |
| 2015-2016             | Paris Saint-Germain     | Ligue 1                   | 0           | 0           | 0           | -               | -               | -               | -                 | -                 | -                 | 1          | 0          | 0          | C1                             | -                              | -                              | -                              | 1     | 0     | 0     |
| Sous-total            | Sous-total              | Sous-total                | 34          | 2           | 4           | 6               | 1               | 0               | 2                 | 2                 | 0                 | 2          | 0          | 0          | -                              | 9                              | 1                              | 2                              | 53    | 6     | 6     |
| 2012-2013             | ESTAC Troyes (prêt)     | Ligue 1                   | 27          | 3           | 3           | 4               | 3               | 0               | 2                 | 0                 | 0                 | -          | -          | -          | -                              | -                              | -                              | -                              | 33    | 6     | 3     |
| Sous-total            | Sous-total              | Sous-total                | 27          | 3           | 3           | 4               | 3               | 0               | 2                 | 0                 | 0                 | -          | -          | -          | -                              | -                              | -                              | -                              | 33    | 6     | 3     |
| 2013-2014             | Valenciennes FC (prêt)  | Ligue 1                   | 19          | 2           | 1           | 1               | 0               | 0               | 1                 | 0                 | 0                 | -          | -          | -          | -                              | -                              | -                              | -                              | 21    | 2     | 1     |
| Sous-total            | Sous-total              | Sous-total                | 19          | 2           | 1           | 1               | 0               | 0               | 1                 | 0                 | 0                 | -          | -          | -          | -                              | -                              | -                              | -                              | 21    | 2     | 1     |
| 2015-2016             | AS Saint-Étienne (prêt) | Ligue 1                   | 16          | 1           | 0           | 1               | 1               | 0               | -                 | -                 | -                 | -          | -          | -          | C3                             | 6                              | 1                              | 0                              | 23    | 3     | 0     |
| Sous-total            | Sous-total              | Sous-total                | 16          | 1           | 0           | 1               | 1               | 0               | -                 | -                 | -                 | -          | -          | -          | -                              | 6                              | 1                              | 0                              | 23    | 3     | 0     |
| 2016-2017             | Delfino Pescara (prêt)  | Serie A                   | 14          | 3           | 1           | -               | -               | -               | -                 | -                 | -                 | -          | -          | -          | -                              | -                              | -                              | -                              | 14    | 3     | 1     |
| Sous-total            | Sous-total              | Sous-total                | 14          | 3           | 1           | -               | -               | -               | -                 | -                 | -                 | -          | -          | -          | -                              | -                              | -                              | -                              | 14    | 3     | 1     |
| 2017-2018             | FC Utrecht (prêt)       | Eredivisie                | 6           | 3           | 0           | -               | -               | -               | -                 | -                 | -                 | -          | -          | -          | C3                             | 1                              | 0                              | 0                              | 7     | 3     | 0     |
| 2018-2019             | FC Utrecht              | Eredivisie                | 14          | 5           | 3           | 1               | 0               | 0               | -                 | -                 | -                 | -          | -          | -          | -                              | -                              | -                              | -                              | 15    | 5     | 3     |
| 2019-2020             | FC Utrecht              | Eredivisie                | 15          | 3           | 1           | 4               | 2               | 0               | -                 | -                 | -                 | -          | -          | -          | -                              | -                              | -                              | -                              | 19    | 5     | 1     |
| Sous-total            | Sous-total              | Sous-total                | 35          | 11          | 4           | 5               | 2               | 0               | -                 | -                 | -                 | -          | -          | -          | -                              | 1                              | 0                              | 0                              | 41    | 13    | 4     |
| 2020-2021             | Partizan Belgrade       | Super liga                | 7           | 1           | 0           | 1               | 0               | 0               | -                 | -                 | -                 | -          | -          | -          | -                              | -                              | -                              | -                              | 8     | 1     | 0     |
| Sous-total            | Sous-total              | Sous-total                | 7           | 1           | 0           | 1               | 0               | 0               | -                 | -                 | -                 | -          | -          | -          | -                              | -                              | -                              | -                              | 8     | 1     | 0     |
| 2022                  | Atlético Palmaflor      | Torneo Apertura + Closura | 8+7         | 1+1         | 1+0         | -               | -               | -               | -                 | -                 | -                 | -          | -          | -          | -                              | -                              | -                              | -                              | 15    | 2     | 1     |
| Sous-total            | Sous-total              | Sous-total                | 15          | 2           | 1           | -               | -               | -               | -                 | -                 | -                 | -          | -          | -          | -                              | -                              | -                              | -                              | 15    | 2     | 1     |
| Total sur la carrière | Total sur la carrière   | Total sur la carrière     | 167         | 25          | 14          | 18              | 7               | 0               | 5                 | 2                 | 0                 | 2          | 0          | 0          | -                              | 16                             | 2                              | 2                              | 208   | 36    | 16    |

## Palmarès

### En club
Avec le Paris Saint-Germain, il est champion de France en 2015 après avoir été vice-champion en 2012. Il remporte également le Trophée des Champions en  2014 et 2015.

### En sélection
Avec l'équipe de France des moins de 20 ans, il remporte la coupe du monde en 2013.
En 2014, il est finaliste du Tournoi de Toulon.